# Svartskog
Svartskog est un village de l'ancienne municipalité de Oppegård , dans le comté d'Akershus, en Norvège.

## Description
Svartskog se situe entre le lac Gjersjøen et le Bunnefjorden et fait maintenant partie de la municipalité de Nordre Follo. Contrairement aux autres parties de la commune, elle est peu peuplée.
À Svartskog se trouve l'église d'Oppegård datant de 1875, et près du fjord se trouve Uranienborg, la maison de Roald Amundsen. C'est un musée depuis 1935 et une statue de lui a été dévoilée en 1972. C'est un point de départ pour des randonnées ou du ski nordique vers la zone forestière de Sørmarka. Il existe également de vastes espaces ouverts au bord du fjord, notamment Ingierstrand bad.

## Zones protégées
Des zones de Svartskog ont été protégées en 2008 en tant que :
- Zone de conservation du paysage de Svartskog [3]
- Réserve naturelle de Delingsdalen [4]

## Galerie

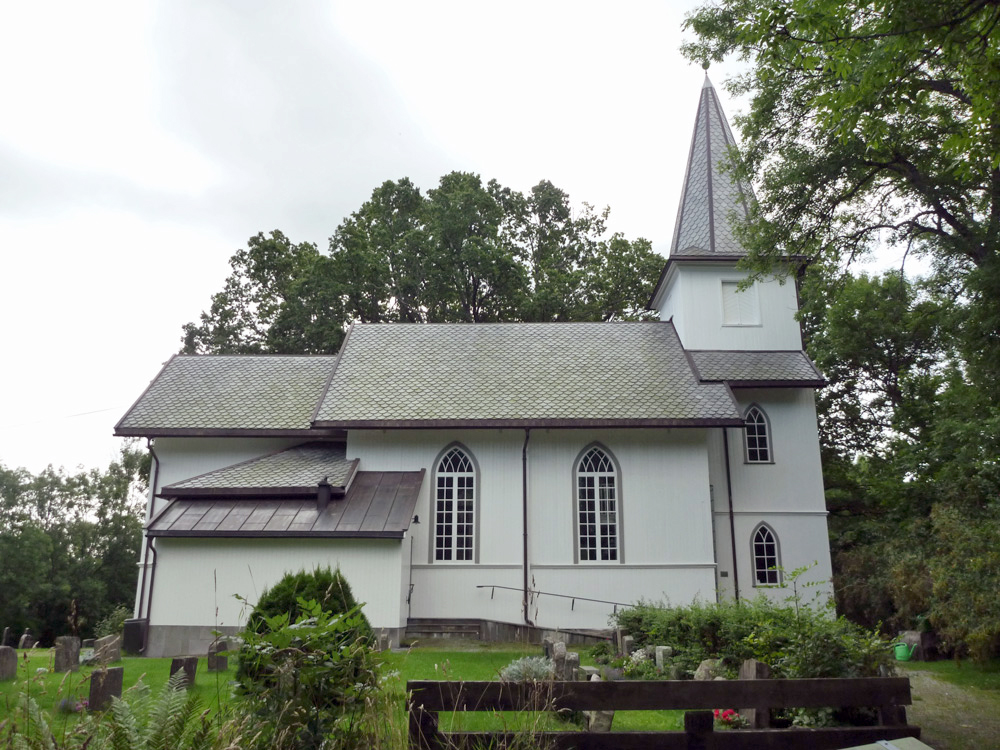
Oppegård kirke
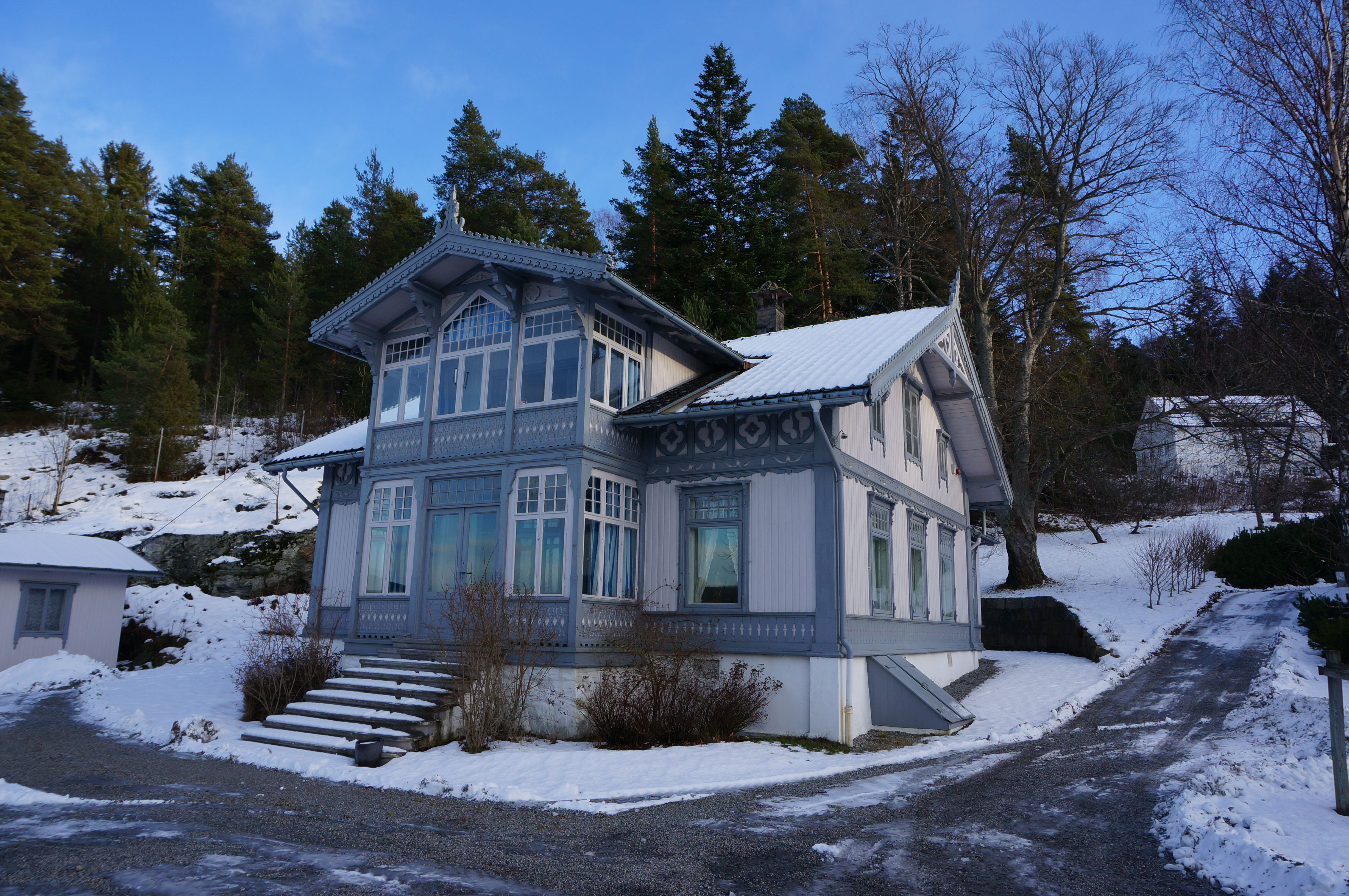
Uranienborg
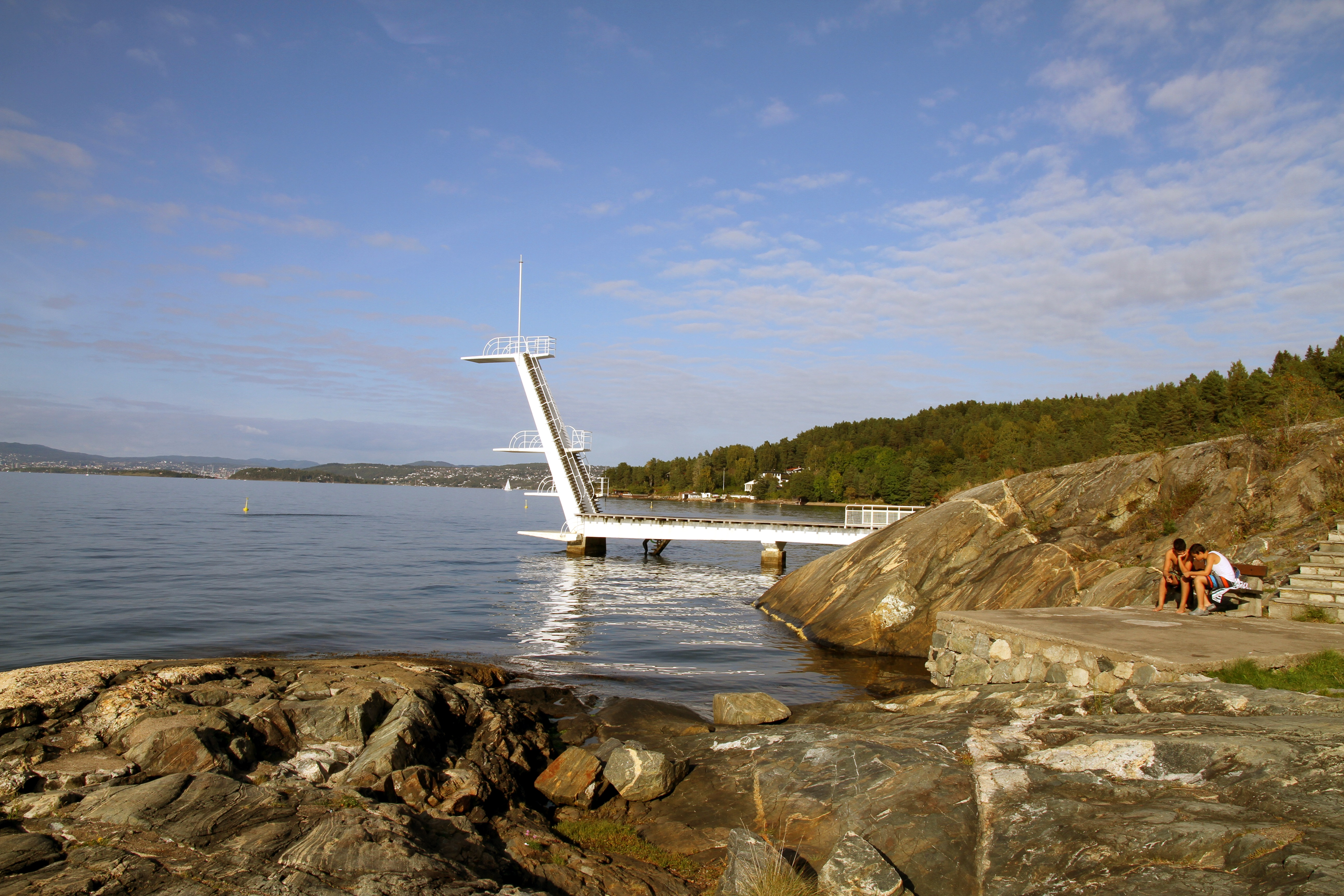
Ingierstrand bad